# ブラックリー・タウンFC
ブラックリー・タウン・フットボールクラブ（Brackley Town Football Club）はイングランド、ノーサンプトンシャー州、サウス・ノーサンプトンシャー、ブラックリーを本拠地とするサッカークラブチームである。2019-2020シーズンはカンファレンス・ノース（6部相当）に所属。

## タイトル

### 国内タイトル
- サウザンリーグ・プレミアディヴィジョン:1回

2011-2012
- サウザンリーグ・ディヴィジョン1（ミッドランズ）:1回

2006-2007
- ヘレニックリーグ・プレミアディヴィジョン:2回

1996-1997,2003-2004
- ユナイテッドカウンティーズリーグ・ディヴィジョン1:1回

1983-1984

### 国際タイトル
- なし

## 歴代所属選手
- リー・トムリン 2007